# Agrostis dubia
Agrostis dubia é uma espécie de gramínea do gênero Agrostis, pertencente à família Poaceae.